# Comstock (Minnesota)
Pour les articles homonymes, voir Comstock.
Comstock est une ville américaine située dans le comté de Clay, dans le Minnesota. Selon le recensement de 2010, sa population est de 93 habitants.